# لوکا مازونی
لوکا مازونی (انگلیسی: Luca Mazzoni؛ زادهٔ ۲۹ مارس ۱۹۸۴) بازیکن فوتبال اهل ایتالیا است.
از باشگاه‌هایی که در آن بازی کرده‌است می‌توان به باشگاه فوتبال پادوا، باشگاه فوتبال ترنانا، باشگاه فوتبال لیورنو، و باشگاه فوتبال اتلتیکو آرتزو اشاره کرد.